# Province de Madre de Dios
La province de Madre de Dios est une des cinq provinces du département de Pando, en Bolivie. Son chef-lieu est la localité de Puerto Gonzalo Moreno. La province doit son nom au Río Madre de Dios, rivière qui forme la limite nord de la province.

## Situation
La province de Madre de Dios est située entre 10° 54' et 12° 28' Sud et entre 66° 05' et 67° 58' Ouest. Il s'étend sur une longueur de 390 km du nord-est au sud-ouest et une largeur maximale de 150 km.
La province est bordée au nord par la province de Manuripi, au sud-ouest par le département de La Paz et au sud-est par le département du Beni.
Elle est composée de trois municipalités, celles de Puerto Gonzalo Moreno, de San Lorenzo et d'El Sena. 

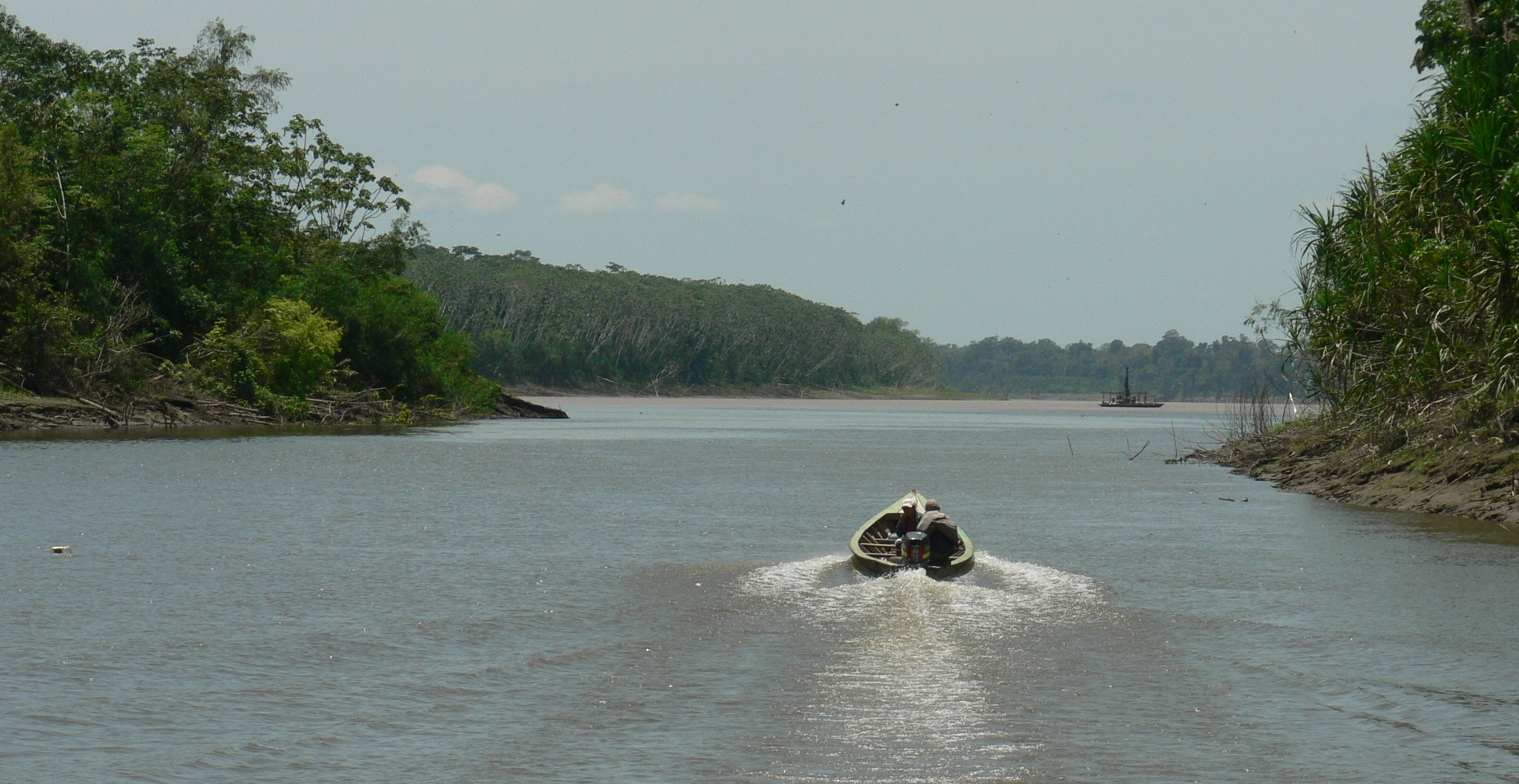
Le Río Manupare près d'El Sena.

## Population
La population s'élève à 24 070 habitants lors du recensement de 2012.
| 2001  | 2012   | 2022 |
| ----- | ------ | ---- |
| 9 512 | 24 070 | -    |